# Blacksad: Under the Skin
Blacksad: Under the Skin est un jeu vidéo d'aventure édité par Microids et développé par le studio valenciennois Ys Interactive en collaboration avec le studio madrilène Pendulo Studios. Le jeu sort le 14 novembre 2019 sur Windows, Xbox One, PlayStation 4, et le 28 novembre sur Nintendo Switch.
Adapté de la bande dessinée espagnole Blacksad illustrée par Juanjo Guarnido et scénarisée par Juan Díaz Canales, le jeu ne s'appuie pas sur les aventures relatés sur les albums sortis. C'est donc une histoire inédite.

## Trame
Dans un New York des années 1950, Joseph "Joe" Dunn, un patron d'un gymnase de boxe a été découvert mort pendu, sans doute suicidé. Le détective privé John Blacksad (contrôlé par le joueur) a été engagé par la fille de la victime, Sonia Dunn pour découvrir ce qui est vraiment arrivé à son père et pour retrouver un boxeur, Bobby Yale, qui a mystérieusement disparu alors qu'il devait affronter le champion. Magouilles, trahison, et pots-de-vin sont au cœur de cette enquête.

## Système de jeu
Contrairement aux autres jeux de Pendulo Studios qui étaient davantage des point-n-click, Blacksad: Under The Skin se déroule à la manière d'un jeu d'aventure de Telltale Games. Comme ces derniers, le joueur doit exécuter rapidement des QTE et faire des choix de dialogue dans un temps imparti qui auront des conséquences plus tard dans le jeu.

## Distribution

### Voix françaises
| Comédien              | Personnage                                                           |
| --------------------- | -------------------------------------------------------------------- |
| Jérémie Covillault    | John Blacksad                                                        |
| Marie Zidi            | Sonia Dunn/infirmière/fille de Smirnov/fils de Smirnov/amie de Sonia |
| Martial Le Minoux     | Weekly/Oswald Quince                                                 |
| Véronique Augereau    | Mary Purnell/Mme Colbert/Eva Velasquez/Secrétaire de Thorpe          |
| Philippe Dumond       | commissaire Smirnov                                                  |
| Cédric Dumond         | Angus Mitchel/Sam/panda rouge                                        |
| Jean-Baptiste Anoumon | Bobby Yale/Randal Leigh/entrâineur de Moore/bookmaker                |
| Kaycie Chase          | Helen Moore/Rina Barzetti/Brunhilda Grune/Donna Blacksad/Ray         |
| Michel Vigné          | Jake Ostiombe                                                        |
| Jean-François Vlérick | Craig Spannow/chèvre sans-abri                                       |
| Olivier Cordina       | Eugene Colbert/Billy Bob/clientde Sam's diner                        |
| Serge Thiriet         | Desmond O'Leary/Dr Grune                                             |
| Sylvain Lemarié       | Frank Cassidy/Wilson/Jerry Highfill                                  |
| Jacques Chaussepied   | Tim Thorpe                                                           |
| Philippe Peythieu     | Howard M. Farnham II/Jimmy                                           |
| Guillaume Orsat       | Paulie/Al Stone/Gill                                                 |